# Bisericile de lemn din sudul Micii Polonii
 Bisericile de lemn din sudul Micii Polonii sunt situate în localitățile Dębno Podhalanskie, Binarowa, Blizne, Haczów, Lipnica Murowana, Sękowa din regiunea istorică Polonia Mică (în poloneză Małopolska). Sunt construite în tehnica străveche a buștenilor alăturați, predominantă în Europa de Est și de Nord. Sunt înscrise pe lista patrimoniului mondial UNESCO din 2003.
Stilul bisericilor este o prelungire a tradițiilor medievale, combinate cu ornamentul gotic și detaliul policrom. Construcțiile mai noi cuprind și influențe ale Barocului și Rococoului. Per ansamblu, monumentele sunt o sinteză a stilului polonez catolic și stilului ortodox și greco-catolic, prezent în regiune. Unele sunt construite în plan triconc și au cupole în stilul slav (bulb de ceapă). Cele mai interesante exemplare sunt cele ce combină aceste trăsături cu nava lungă de tip roman și turle.
Bisericile de lemn pot fi admirate în număr mare în muzeele în aer liber din Sanok și Nowy Sącz.

## Galerie de imagini

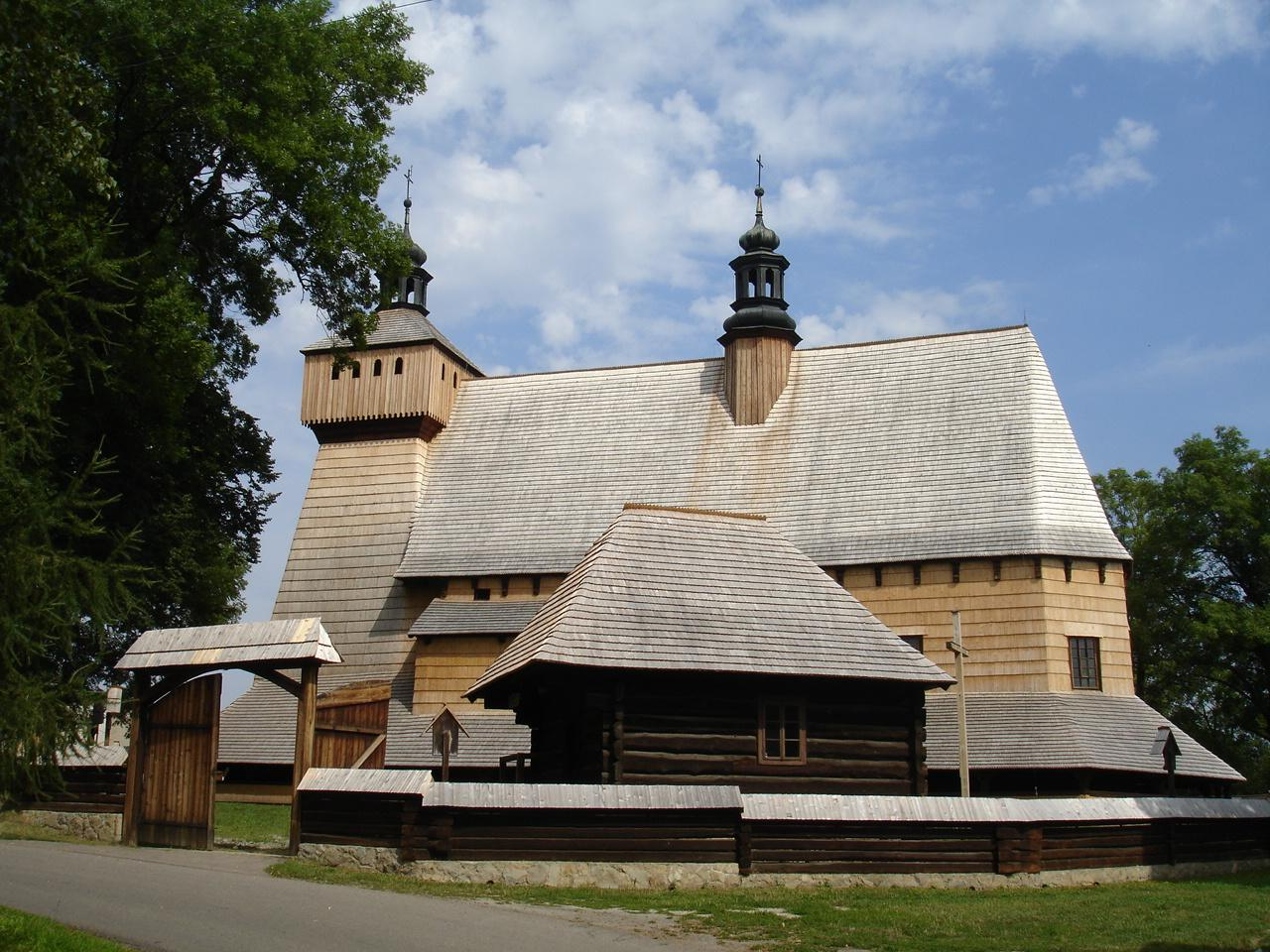
Biserica „Adormirii Maicii Domnului” și a Sfântului Arhanghel Mihail, cel mai vechi lăcaș de cult din lemn construit în stil gotic din Europa, anul 1388
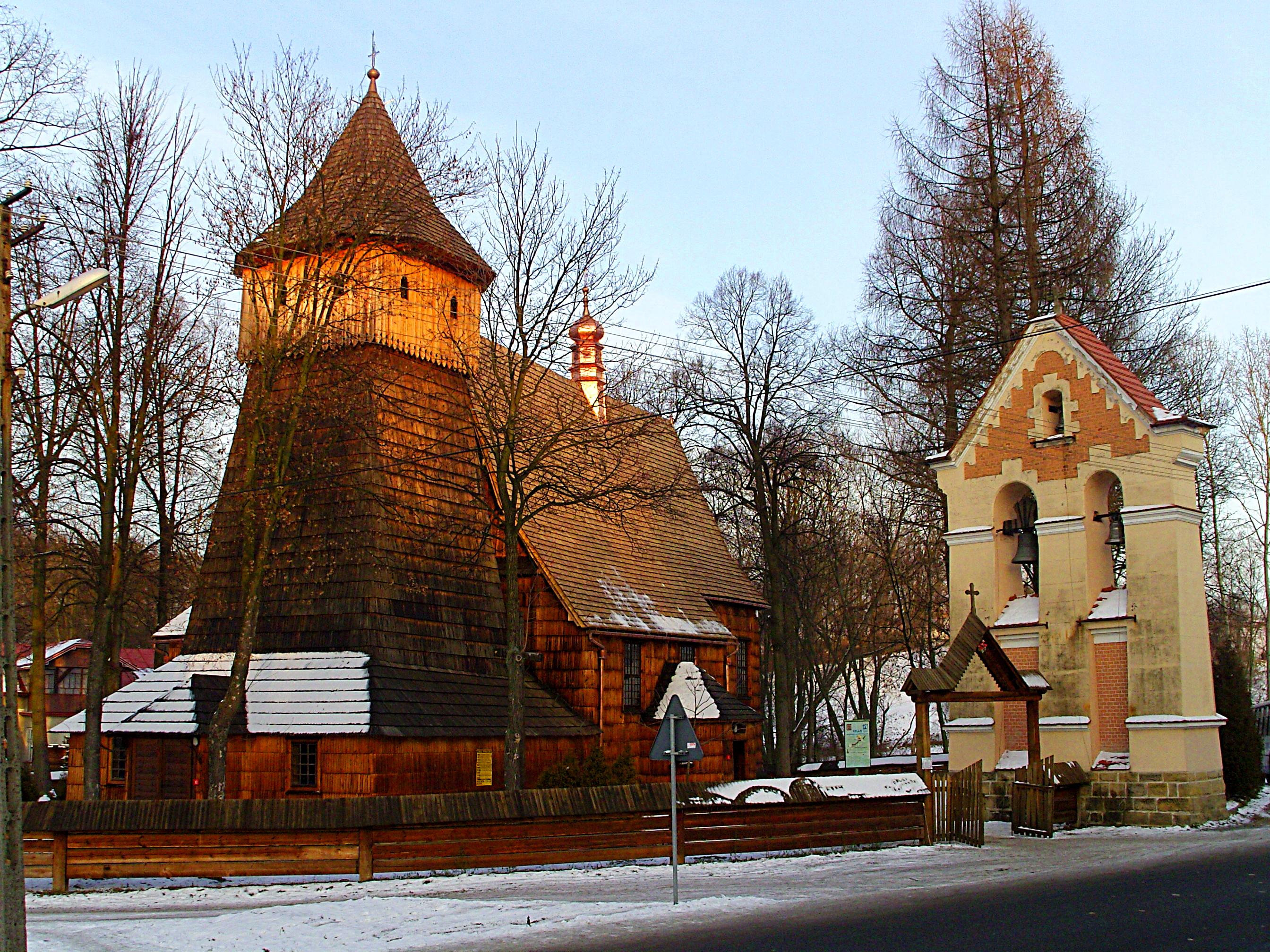
Biserica Sfântului Arhanghel Mihail din Binarowa, circa 1500
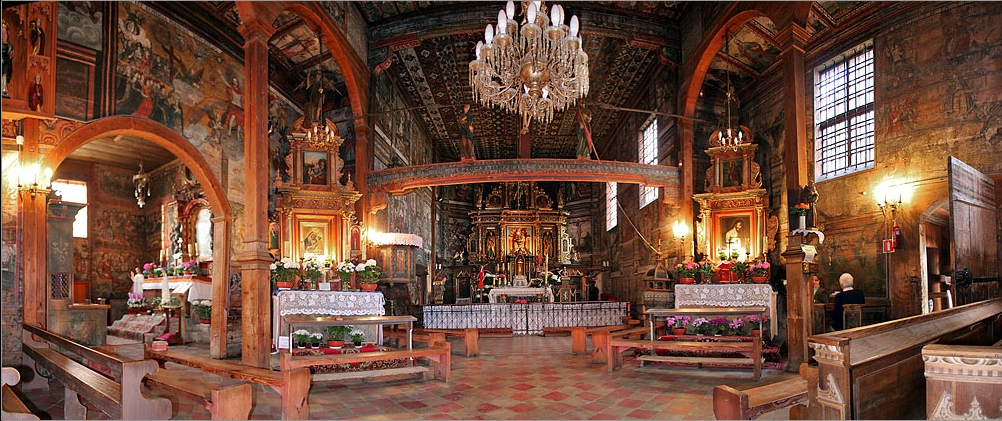
Interior din biserica din Binarowa
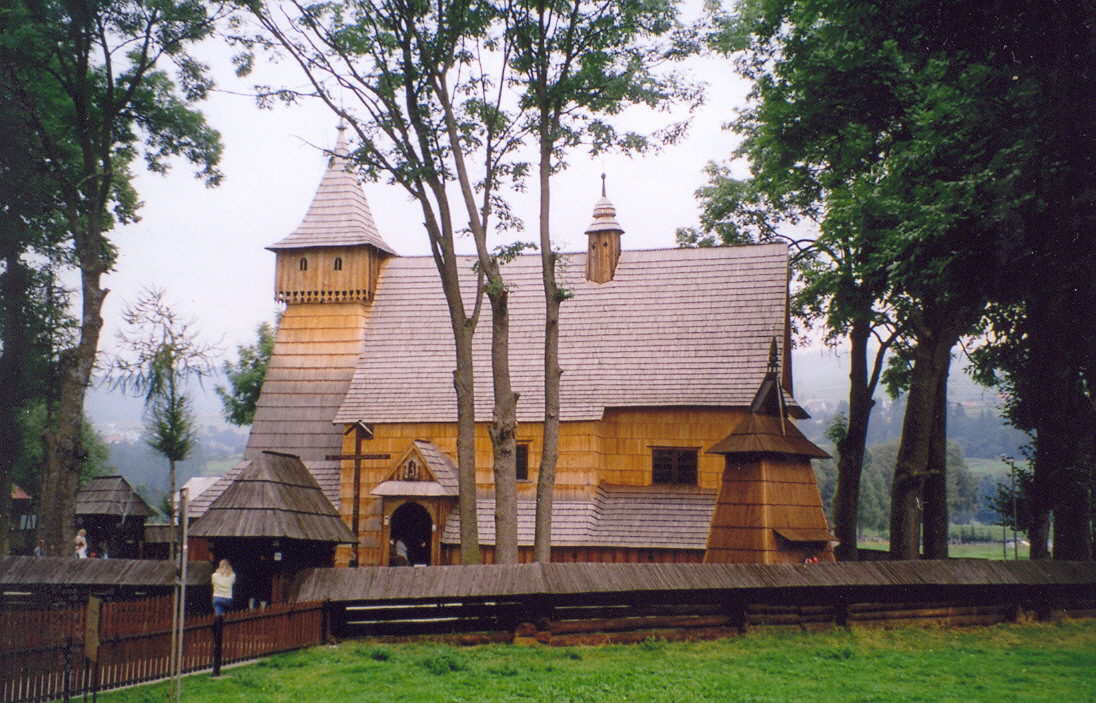
Biserica Sfântului Arhanghel Mihail din Dębno, secolul 15
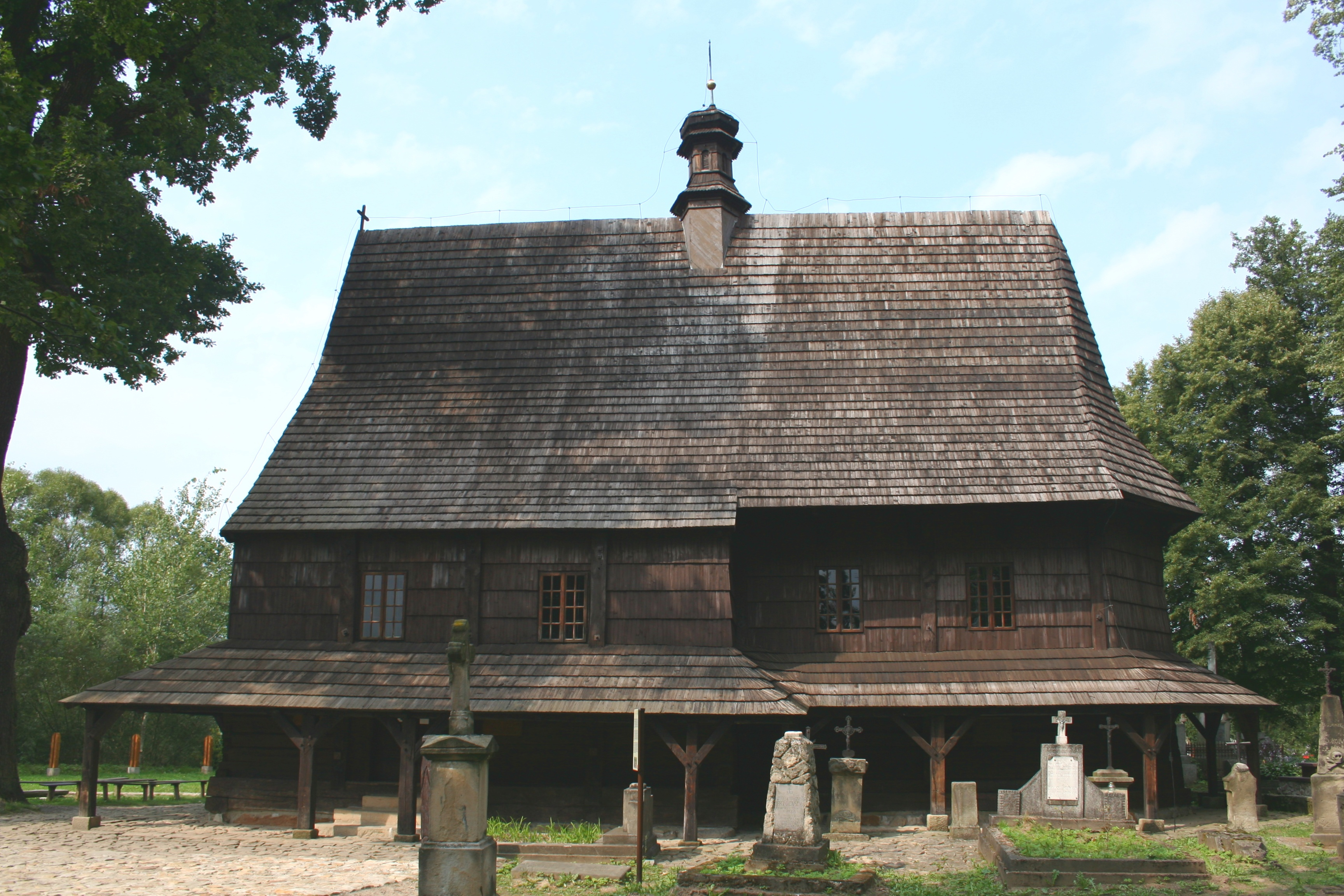
Biserica Sfântul Leonard din Lipnica Dolna, sfârșitul secolului 15
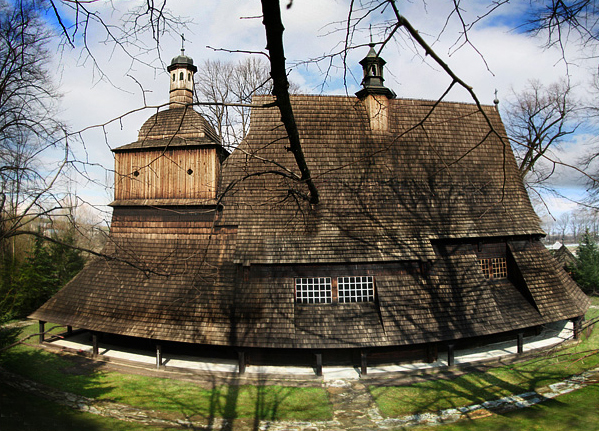
Biserica Sfântul Filip și Sfântul Iacov din Sękowa, din 1520